# شويفات حي الأمراء
شويفات حي الأمراء هي قرية لبنانية من قرى قضاء عاليه في محافظة جبل لبنان.